# Kaleb Tarczewski
Kaleb Tarczewski (* 26. Februar 1993 in Claremont (New Hampshire)) ist ein US-amerikanischer Basketballspieler.

## Werdegang
Tarczewski wurde als Jugendlicher in Ranglisten zu den besten Spielern seines Jahrgangs in den Vereinigten Staaten gezählt. Er spielte zunächst für die Schulmannschaft der Stevens High School in Claremont (US-Bundesstaat New Hampshire), dann für die St. Mark’s School in Southborough (US-Bundesstaat Massachusetts).
Von 2012 bis 2016 war er Student und Basketballspieler an der University of Arizona und in diesem Zeitraum an 110 Siegen der Mannschaft beteiligt, stellte damit den Hochschulbestwert von Matt Muehlebach ein. Tarczewski wechselte 2016 ins Profigeschäft und stand in der Saison 2016/17 bei Oklahoma City Blue in der NBA-D-League unter Vertrag.
Im März 2017 wurde er vom italienischen Erstligisten Olimpia Mailand verpflichtet. 2018 und 2022 gewann Tarczewski mit Mailand die italienische Meisterschaft, 2021 und 2022 den Pokalwettbewerb sowie 2017, 2018 und 2020 den Supercup.
Im Sommer 2022 wechselte Tarczewski zu den Gunma Crane Thunders nach Japan.

### Nationalmannschaft
2015 gewann er mit der Nationalmannschaft der Vereinigten Staaten die Bronzemedaille bei den Panamerikanischen Spielen.